# 뉴욕 스타디움
AESSEAL 뉴욕 스타디움(영어: AESSEAL New York Stadium)는 잉글랜드 사우스요크셔주 로더럼에 위치한 축구 경기장이다. 이곳은 로더럼 유나이티드의 홈 구장이기도 하다.